# Phinit Chaichana
Phinit Chaichana (thailändisch พินิจ ไชชนะ, * 7. Februar 1993) ist ein thailändischer Fußballspieler.

## Karriere
Phinit Chaichana spielte bis Ende 2019 beim MOF Customs United FC. Wo er vorher gespielt hat, ist unbekannt. Der Verein aus der Hauptstadt Bangkok spielte in der zweithöchsten Liga des Landes, der Thai League 2. 2020 wechselte er zum Ligakonkurrenten Kasetsart FC, einem Verein, der ebenfalls in der Hauptstadt beheimatet ist. Nach vier Zweitligaspielen wechselte er Mitte 2020 zum Drittligisten Ubon Kruanapat FC nach Ubon Ratchathani. Anschließend spielte er für die Drittligisten Chainat United FC und Kanjanapat FC.